# Кретович, Вацлав Леонович
Вацлав Леонович Кретович (14 (27) января 1907, Ялта — 17 февраля 1993, Москва) — советский биохимик растений. Доктор биологических наук, профессор (1944). Член-корреспондент АН СССР (1962; с 1991 — Российской академии наук).

## Биография
Родился в семье винодела.
Окончил Ялтинский общеобразовательный техникум (1924).
Окончил биологический факультет МГУ (1931).
В 1924—1925 гг. работал младшим наблюдателем Ай-Петринской метеорологической станции, а затем научно-вспомогательным сотрудником Ялтинского музея краеведения. В 1926 г. поступил на физико-математический МГУ, позднее перешел на биологический факультет.
В 1937 г. защитил диссертацию на степень кандидата биологических наук на тему «Исследования белковых веществ пшеницы и ржи». В 1942 г. защитил диссертацию на степень доктора биологических наук на тему «Физиолого-биохимические основы хранения зерна».
С 1938 г. сотрудник Института биохимии АН СССР, в 1966—1988 гг. заместитель директора Института.
Под его руководством подготовлено и защищено свыше 100 кандидатских и докторских диссертаций.
Похоронен на Троекуровском кладбище.

## Награды, премии, почётные звания
- 2 ордена Трудового Красного Знамени
- 2 ордена «Знак Почёта»
- Орден Дружбы народов
- Государственная премия СССР (1972) — за учебник «Основы биохимии растений» (1970, 5-е издание)
- Золотая медаль имени Д. Н. Прянишникова (1983) — за серию работ «Молекулярные механизмы питания растений азотом»
- Премия имени А. Н. Баха (1957) — за работу «Основы биохимии растений»
- Почётный доктор Берлинского университета им. Гумбольдта (1970), Познанской сельскохозяйственной академии (1975), Познанского университета им. Адама Мицкевича (1992).

## Основные публикации
- Кретович В. Л. Физиолого-биохимические основы хранения зерна. — М.; Л.: Изд-во АН СССР, 1945. — 136 с.
- Кретович В. Л. Проблема пищевой полноценности хлеба. — М.; Л.: Изд-во АН СССР, 1948. — 164 с.
- Кретович В. Л. Основы биохимии растений. — М.: Советская наука, 1952. — 488 с. — 10 000 экз.
- Кретович В. Л. Основы биохимии растений / Под ред. акад. А. И. Опарина. — 3-е, перераб. и доп. — М.: Высшая школа, 1961. — 544 с.
- Кретович В. Л. Основы биохимии растений. — 4-е, перераб. и доп. — М.: Высшая школа, 1964. — 588 с. — 12 000 экз.
- Кретович В. Л. Введение в энзимологию. — М.: Наука, 1967. — 360 с. — 6800 экз.
- Кретович В. Л. Основы биохимии растений. — 5-е изд., испр. и доп. — М.: Высшая школа, 1971. — 464 с. — 20 000 экз.
- Кретович В. Л. Обмен азота в растениях. — М.: Наука, 1972. — 528 с. — 3800 экз.
- Кретович В. Л. Введение в энзимологию / АН СССР. Ин-т биохимии им. А. Н. Баха. — 2-е изд., перераб. и доп. — М.: Наука, 1974. — 352, [8] с. — 5200 экз.
- Кретович В. Л., Токарева Р. Р. Проблема пищевой полноценности хлеба. — М.: Наука, 1978. — 288 с. — 5200 экз.
- Кретович В. Л. Биохимия растений. — М.: Высшая школа, 1980. — 448 с. — 25 000 экз.
- Казаков Е. Д., Кретович В. Л. Биохимия зерна и продуктов его переработки. — М.: Колос, 1980. — 320 с. — (Учебники и учебные пособия для высших учебных заведений). — 9000 экз.
- Кретович В. Л. Биохимия зерна / Отв. ред. акад. А. И. Опарин; Худож. М. М. Бабенков. — М.: Наука, 1981. — 152 с. — (Научно-популярная серия АН СССР: Наука — сельскому хозяйству).
- Кретович В. Л. Очерки по истории биохимии в СССР / Отв. ред. С. Е. Северин; Рец.: В. В. Мосолов, Е. Д. Казаков; АН СССР, Ин-т биохимии им. А. Н. Баха. — М.: Наука, 1984. — 104 с. — 2400 экз.
- Кретович В. Л. Биохимия растений. — 2-е изд., перераб. — М.: Высшая школа, 1986. — 504 с. — 20 000 экз.
- Кретович В. Л. Введение в энзимологию / Отв. ред. С. Е. Северин. — М.: Наука, 1986. — 336 с. — 3000 экз.
- Кретович В. Л. Усвоение и метаболизм азота у растений. — М.: Наука, 1987. — 488 с.
- Казаков Е. Д., Кретович В. Л. Биохимия зерна и продуктов его переработки. — 2-е изд., перераб. и доп. — М.: Агропромиздат, 1989. — 368 с. — 7200 экз. — ISBN 5-10-000520-3.
- Кретович В. Л. Биохимия зерна и хлеба / АН СССР, Ин-т биохимии им. А. Н. Баха. — М.: Наука, 1991. — 136 с. — ISBN 5-02-004091-6.
- Кретович В. Л. Биохимия усвоения азота воздуха растениями / РАН, Ин-т биохимии им. А. Н. Баха, Науч. совет по пробл. «Биол. азот». — М.: Наука, 1994. — 168 с. — ISBN 5-02-005755-X.